# Miloslav Švandrlík

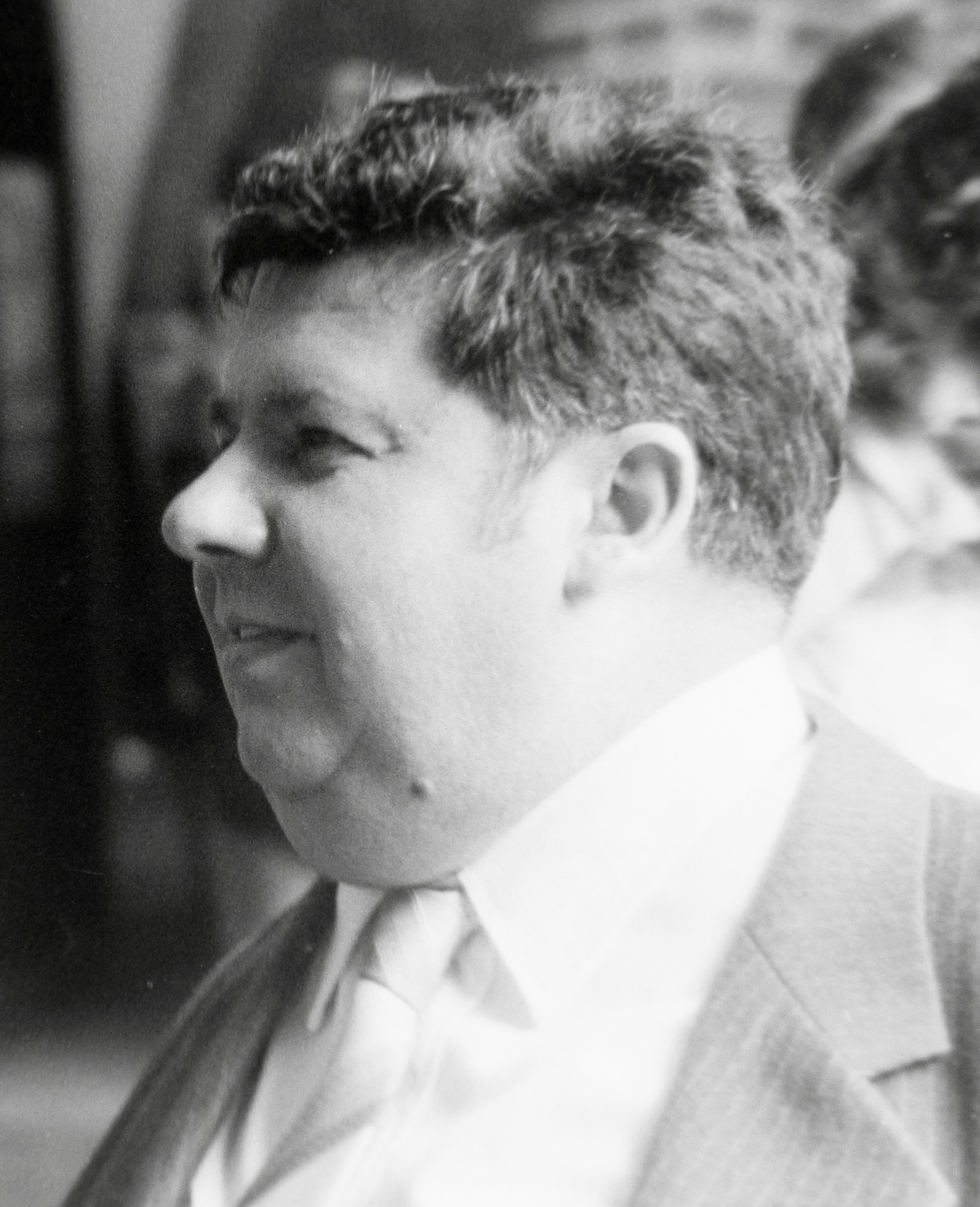
Miloslav Švandrlík in den 1980er Jahren

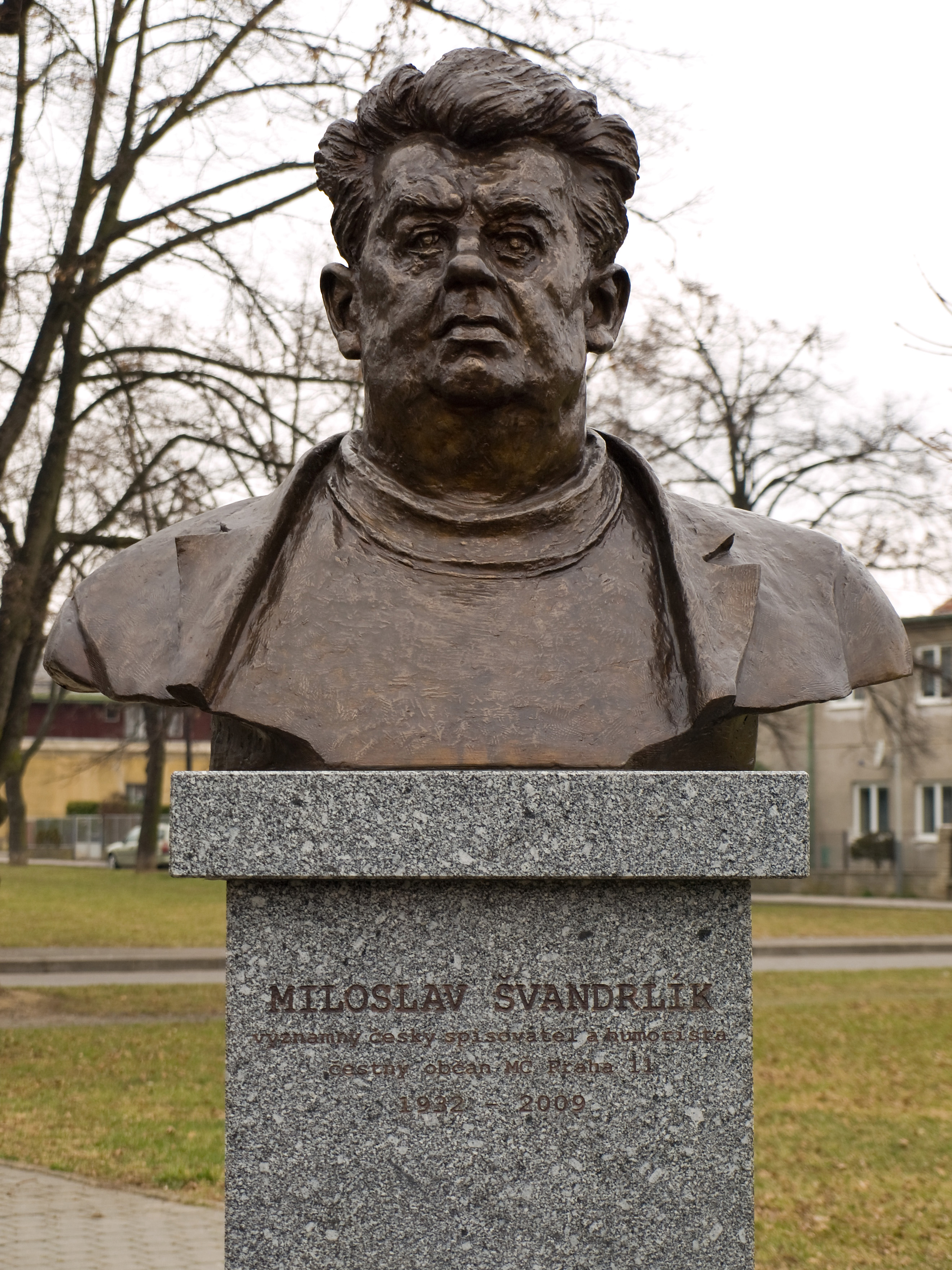
Büste in Prag-Chodov

Miloslav Švandrlík (* 10. August 1932 in Prag; † 26. Oktober 2009 ebenda) war ein tschechischer Schriftsteller.

## Leben
Nach dem Schulbesuch war Miloslav Švandrlík in mehreren Berufen tätig. Nach 1950 legte er sein Abitur ab und studierte anschließend zwei Jahre jedoch ohne Abschluss an der Theaterfakultät der Akademie der Musischen Künste in Prag (DAMU). Er nahm die Stelle eines Regieassistenten am Dorftheater (Vesnické divadlo) an. Den Wehrdienst leistete er bei den Technischen Bataillonen, welche ihren Ursprung in militärischen Arbeitslagern für Regimegegner hatten. Seine Erlebnisse aus dieser Zeit beschrieb er in mehreren Werken. Nach dem Wehrdienst war er kurz Erzieher koreanischer Kinder und widmete sich anschließend nur noch der Schriftstellerei.

## Werke
Švandrlík schrieb für eine Reihe von Zeitschriften, darunter der satirischen Dikobraz, in der er mit Jiří Winter (Neprakta) zusammenarbeitete. Daneben schrieb er auch Theaterstücke.

### Deutschsprachige Publikationen
- Prag voller Gespenster, 1993
- Der orangefarbene Apfel und andere wahrscheinliche und unwahrscheinliche Geschichten, 1990
- Die trojanische Kuh, 1985
- Prager Spukgestalten, 1968

### Tschechischsprachige Publikationen
- Z chlévů i bulvárů, 1960
- Krvavý Bill viola, 1961
- Od Šumavy k Popokatepetlu, 1962
- Hrdinové a jiní podivíni, 1969
- Drakulův švagr, 1970
- Neuvěřitelné příhody žáků Kopyta a Mňouka, 1973
- Doktor od jezera Hrochů, 1980
- Muž, který se topil, 1985
- Starosti korunovaných hlav, 1992
- Sexbomba na doplňkovou půjčku, 1994
- Vražda mlsného humoristy, 2000
- Černí baroni aneb válčili jsme za Čepičky, 1969
- Říkali mu Terazky
- Nesmiřitelný Terazky
- Kam kráčíš, Kefalíne
- Lásky černého barona
- Černí baroni po čtyřiceti letech
- Černí baroni útočí na obrazovku, 2003